# Salvia muirii
Salvia muirii là một loài thực vật có hoa trong họ Hoa môi. Loài này được L.Bolus miêu tả khoa học đầu tiên năm 1930.